# Једињења калијума
Једињења калијума су сва хемијска једињења која у свом саставу садрже атоме калијума.

## Неорганска једињења калијума

### Оксиди
- калијум оксид K2O
- калијум пероксид K2O2
- калијум супероксид 2

### Хидроксиди
- калијум хидроксид,

### Соли некисеоничних киселина
- калијум флуорид
- калијум хлорид KCl (силвин)
- калијум бромид
- калијум јодид
- калијум сулфид K2S
- калијум цијанид

### Соли кисеоничних киселина
- калијум карбонат
- калијум хипохлорат
- калијум хлорит KClO2
- калијум хлорат KClO3
- калијум перхлорат KClO4
- калијум нитрит KNO2
- калијум нитрат KNO3 (индијска шалитра)
- калијум сулфит
- калијум сулфат
- калијум хидросулфат KHSO4 (кисели сулфат калијума)
- калијум фосфат
- калијум хидрофосфат
- калијум перманганат KMnO4

### Остала једињења
- калијум хидрид